# Сысоев, Пётр Михайлович
Пётр Михайлович Сысоев (1925, Михайловка, Амурская губерния — 1991, предп. Комсомольск-на-Амуре, Россия) — ветеран Великой Отечественной войны, бригадир слесарей-монтажников завода № 199 имени Ленинского комсомола Министерства судостроительной промышленности СССР, город Комсомольск-на-Амуре Хабаровского края. Герой Социалистического Труда (25.07.1966).

## Биография

### Ранняя биография
Родился в 1925 году селе Михайловка Амурской области. Русский.
В Комсомольск-на-Амуре приехал с родителями в 1937 году. Отец работал трактористом в горлесхозе. Вскоре он умер. Вместе со старшим братом Николаем Петр почти два года пас скот. Потом пошел в школу, которую окончил перед войной. Старшего брата призвали в армию. Домой он не вернулся – пропал без вести. Чтобы помочь семье, Петр Сысоев поступил на Амурский судостроительный завод. Ему было 16 лет. 

### В Великую Отечественную войну
В первый год Великой Отечественной войны Пётр по 12 часов не уходил из цеха судостроительного завода, выполняя срочные фронтовые заказы. 
С 1943 года – в Красной Армии. Участник войны с Японией. С 1945 года в Действующей армии – разведчик взвода управления 473-го миномётного полка 53-й отдельной миномётной бригады Резерва Главного Командования, ефрейтор. За участие в штурме высоты «Верблюд» и блокирование ДОТа награждён медалью «За отвагу». Вступил в ВКП(б)/КПСС.
Демобилизовавшись из Вооружённых Сил, поступил в судомеханический техникум в городе Комсомольск-на-Амуре Хабаровского края, по окончании которого был принят на завод №199 Министерства судостроительной промышленности СССР (в 1957-1965 годах – Хабаровского совнархоза) позднее получившего наименование «Завод имени Ленинского Комсомола» (ныне – ПАО «Амурский судостроительный завод»). Позднее возглавил бригаду слесарей-монтажников.
В 1958 году завод приступил к строительству первой в своей истории атомной подводной лодки (АПЛ) проекта 659 (в 1960-1962 годах было спущено на воду 5 АПЛ). За заслуги в деле создания и производства новых типов ракетного вооружения, а также атомных подводных лодок и надводных кораблей, оснащенных этим оружием, и перевооружения кораблей Военно-Морского Флота в 1963 году награждён своим первым орденом – Трудового Красного Знамени.

### Трудовой подвиг
Указом Президиума Верховного Совета СССР («закрытым») от 25 июля 1966 года за выдающиеся заслуги в выполнении плана 1959-1965 годов и создание новой техники Сысоеву Петру Михайловичу присвоено звание Героя Социалистического Труда с вручением ордена Ленина и золотой медали «Серп и Молот».
За высокие трудовые достижения по итогам восьмой пятилетки (1966-1970) награждён орденом «Знак Почёта», а по итогам 1973 года (третьего, решающего года девятой пятилетки) – орденом Октябрьской Революции.
Работал на заводе до выхода на пенсию. Ему по праву выпала честь зажечь вечный огонь на заводском мемориале Памяти 259 погибших в годы войны судостроителей и участвовать в открытии мемориала на площади Славы в городе Хабаровск в 1985 году.
Почётный гражданин города Комсомольск-на-Амуре (25.05.1982).
Жил в городе Комсомольск-на-Амуре. Воспитал дочь, внучку. Умер в 1991 году.

## Награды
- Золотая медаль «Серп и Молот» (25.07.1966)
- Орден Ленина (25.07.1966)
- Орден Октябрьской Революции (25.03.1974)
- Орден Отечественной войны II степени (11.03.1985)[7]
- Орден Трудового Красного Знамени (28.04.1963)[8]
- Орден Знак Почёта (26.04.1971)
- Медаль «За отвагу»  (11.08.1945)[4]
- Медаль «В ознаменование 100-летия со дня рождения Владимира Ильича Ленина» (6 апреля 1970)
- Медаль «За победу над Германией в Великой Отечественной войне 1941—1945 гг.» (9 мая 1945[9])
- Медаль «За победу над Японией» (30.9.1945)[10]
- Медаль «За трудовое отличие»(15.10.1953)
- Юбилейная медаль «Двадцать лет Победы в Великой Отечественной войне 1941—1945 гг.» (7 мая 1965[11])
- Юбилейная медаль «Тридцать лет Победы в Великой Отечественной войне 1941—1945 гг.»[12]
- Медаль «Сорок лет Победы в Великой Отечественной войне 1941-1945 гг.»[13]
- Медаль «Ветеран труда»
- Медаль «30 лет Советской Армии и Флота»[14]
- Юбилейная медаль «40 лет Вооружённых Сил СССР»[15]
- Юбилейная медаль «50 лет Вооружённых Сил СССР» (26 декабря 1967[16])
- Юбилейная медаль «60 лет Вооружённых Сил СССР» (28 января 1978[17])
- Юбилейная медаль «70 лет Вооружённых Сил СССР» (28 января 1988[18])

- Знак МО СССР «25 лет Победы в Великой Отечественной войне» (24 апреля 1970)

## Память
- На могиле установлен надгробный памятник.
- Его имя увековечено в Главном Храме Вооружённых сил России, и навсегда запечатлено на мемориале «Дорога памяти»